# Association Bernard-Gregory
La Association Bernard-Gregory es una institución francesa orientada a preparar y ayudar en la inserción en las empresas y en la vida profesional, de personas titulares de un doctorado. Fue fundada en 1980, y nombrada así en honor al físico francés Bernard Gregory.
Esta asociación propone interesantes planes de capacitación tanto para doctores ya diplomados como para doctorados, disponiendo de un sitio digital para la difusión y consulta de ofrecimientos de empleo, temáticas a desarrollar tanto en maestrías como en doctorados, así como un banco de datos de perfiles profesionales de candidatos con interés en postularse en relación con todas las disciplinas y orientaciones científicas.
Corresponde dejar constancia que el 16 de noviembre de 2010, esta institución cambió de nombre, pasando a llamarse ABG-Intelli'agence.

## Historia y misión
ABG nació en torno al concepto de formación investigadora de Bernard Gregory que, en 1977, cuando encabezaba la 'Delegación General de Investigaciones Científicas y Técnicas' (en francés: Délégation générale à la recherche scientifique et technique –DGRST–), creó un grupo de trabajo sobre integración profesional de jóvenes científicos. Tres años después, ABG fue creado en su honor por José Ezratty y Pierre Averbuch, con cuatro misiones principales:
- Promover el acercamiento entre el mundo económico y el académico.
- Facilitar la movilidad profesional de quienes habían obtenido un doctorado.
- Apoyar a las empresas en la contratación de quienes habían obtenido un doctorado.
- Apoyo a las instituciones de educación superior.

A finales de 2010, la GBS cambió su rol en el contexto de la ley sobre las libertades y responsabilidades de las universidades, la que reforzaba la misión de la integración profesional de las universidades con sus estudiantes, incluyendo estudiantes de doctorado, que están en integración profesional.
Los servicios de soporte de reclutamiento se lanzaron en 2015 y, al mismo tiempo, la GBS ha aumentado su apertura internacional.

## Publicaciones
- « Formation par la recherche » es el primer medio de comunicación de ABG para la formación doctoral y el empleo de jóvenes investigadores. Se publicaron 79 números entre 1982 y 2003.
- « Docteurs & Co » publicado de 2004 a 2010, esta revista trimestral recopila testimonios de médicos que abandonaron el mundo académico, consejos para encontrar trabajo y estudios sobre el empleo y los salarios de médicos en Francia y en el extranjero.
- « Intelligence(s) » siempre se ocupó de la relación entre médicos, empresas y la sociedad, pero desde un ángulo más temático (creación de empresas, autoridades locales, mujeres científicas ...). Como esta publicación se ha convertido en una publicación paga, aparecerán cinco números antes de que las ediciones en papel se detengan por completo en marzo de 2012.

## Actividades
ABG comercializa seminarios en laboratorios universitarios en Francia o en el extranjero, y capacitación para estudiantes de maestría o doctores y doctores:
- Talleres temáticos;
- Asesoramiento de mantenimiento;
- Pre-thesis®;
- Postdoctorados®;

ABG también ofrece:
- Programas internos de apoyo para estudiantes de doctorado de una empresa como el curso "Doctoral Experience in Business" (EDEn), con experiencia desde 2007 en Orange;[4]
- Cursos de entrenamiento para líderes de equipos de investigación o supervisores de estudiantes de doctorado en empresas.

## Empleo
Con más de 95 000 candidatos, 27 000 reclutadores, una biblioteca de CV con una 1000 CVs constantemente actualizada, el sitio de GBS es una referencia en empleo y reclutamiento para estudiantes de doctorado y doctorados en Europa.
Los reclutadores presentes en el sitio web de ABG son laboratorios académicos, así como universidades o empresas (grupos grandes, PYME, empresas de nueva creación). Alrededor del 25% de las ofertas provienen del exterior, lo que contribuye a la movilidad internacional de los estudiantes de doctorado alentados por ABG.